# 新科利纳斯
新科利纳斯是巴西马拉尼昂州的一个市镇，現任市長Josei Rego Ribeiro。总面积743.1平方公里，总人口4785人，人口密度6.4人/平方公里。